# Monica Anghel
Monica Anghel (ur. 1 czerwca 1971 w Bukareszcie) – rumuńska piosenkarka, reprezentantka Rumunii podczas 47. Konkursu Piosenki Eurowizji w 2002 roku.

## Życiorys

### Początki kariery
Anghel rozpoczęła swoją karierę muzyczną w 1985 roku. W 1993 roku wystartowała w krajowych eliminacjach do 39. Konkursu Piosenki Eurowizji z utworem „Dintr-un vis”. W kolejnym roku ponownie zgłosiła się do udziału w selekcjach, tym razem z dwiema piosenkami: „Da-mi o stea din cerul tau” i „Dau viata mea pentru-o iubire”, która promowała jej debiutancki album studyjny o tym samym tytule, wydany w 1995 roku.

### 1996-99: Konkurs Piosenki Eurowizji,Destine
W 1996 roku Anghel ponownie wzięła udział w krajowych eliminacjach do 41. Konkursu Piosenki Eurowizji, zgłaszając się do rywalizacji z utworami: „În lipsa ta”, nagranym w duecie z Gabrielem Cotabițą (10. miejsce), „Sa ramânem o viata împreuna” (8. miejsce) oraz „Rugă pentru pacea lumii”, wykonanym we współpracy z zespołem Sincron. Druga propozycja zdobyła największą liczbę 230 punktów od regionalnych komisji jurorskich i zajęła pierwsze miejsce w klasyfikacji, zostając tym samym kompozycją reprezentującą Rumunię podczas Konkursu Piosenki Eurowizji organizowanego w Oslo. Z powodu dużego zainteresowania udziałem w konkursie, organizator konkursu – Europejska Unia Nadawców – wprowadził rundę klasyfikacyjną, podczas której krajowe komisje sędziowskie oceniały wersje studyjne wszystkich zgłoszonych kompozycji. Rumuński utwór nie otrzymał awansu do koncertu finałowego widowiska, zajmując ostatnie, 29. miejsce w etapie selekcyjnym. W tym samym roku Anghel wygrała natomiast dziewiątą edycję festiwalu Golden Stag, organizowanego w Braszowie, a także wydała drugą płytę studyjną, zatytułowaną Destine, którą promował m.in. singiel „Rugă pentru pacea lumii”.
W 1998 roku wzięła udział w eliminacjach eurowizyjnych do 43. Konkursu Piosenki Eurowizji, zajmując drugie miejsce z utworem „O femeie când iubeste” i przegrywając jedynie z Maliną Olinescu i jej propozycją „Eu cred”.

### 2000-02:XXI, Konkurs Piosenki Eurowizji
W 2000 roku premierę miał jej trzeci album, zatytułowany XXI. W tym samym roku nawiązała współpracę z Gheorghem Zamfirem i formacją Body & Soul, z którymi zgłosiła się do krajowych eliminacji do 45. Konkursu Piosenki Eurowizji z kompozycją „Let the Music Come into Your Soul”, z którą zajęli ostatecznie trzecie miejsce w końcowej klasyfikacji. W 2002 roku Anghel wzięła udział w krajowych eliminacjach do 47. Konkursu Piosenki Eurowizji, do których zgłosiła się z utworem „Tell Me Why”, wykonanym w duecie z Marcelem Pavelem. Para otrzymała łącznie 19 punktów od komisji jurorskiej oraz telewidzów i zajęła pierwsze miejsce, zostając tym samym reprezentantami Rumunii podczas 47. Konkursu Piosenki Eurowizji organizowanego w Tallinnie. W finale konkursu, który odbył się 25 maja, zajęli ostatecznie 9. miejsce z 71 punktami na koncie, w tym z maksymalnymi notami 12 punktów od jurorów z Rosji oraz Macedonii.

### Od 2003:Lacrimă de jar
W 2008 roku ukazała się reedycja ostatniego albumu Anghel – XXI. Dwa lata później wokalistka nawiązała współpracę z cygańskim zespołem Mahala Rai Banda, z którym nagrała swoją kolejną płytę, zatytułowaną Lacrimă de jar. W 2011 roku zagrała w spektaklu O noapte furtunoasa teatru krajwoej telewizji w parze z Luminițą Anghel.

## Dyskografia

### Albumy studyjne
- Dau viata mea pentru-o iubire (1995)
- Destine (1996)
- XXI (2000; reedycja w 2008)
- Lacrimă de jar (2010) (z Mahala Rai Banda)